# All Things Go
Pistes de The Pinkprint
I Lied
(2)
All Things Go est une chanson écrite et chantée par la rappeuse trinidadienne Nicki Minaj extraite de son troisième album The Pinkprint. Il s'agit de son premier single promotionnel de l'ouverture hors de l'album. La chanson a depuis atteint la 38e place dans le Billboard Hot R&B/Hip-Hop Songs.

## Composition
Pour le Time's Magazine Eliza Berman commente : « All Things Go propose des paroles qui traitent d'un large éventail de défis personnels dont Minaj a fait face, allant des relations tendues avec sa famille à l'assassinat de son cousin Nicholas Telemaque en 2011. ».
La chanson commence par une réflexion de Minaj sur la gloire et la vitesse à laquelle sa vie a évolué : « La vie est un film, il n'y aura jamais une suite ». Dans le couplet suivant, Minaj parle de la mort de son cousin et comment elle aurait pu l'aider afin qu'il reste avec elle en disant « Je vais avaler une pilule et me rappeler de son dernier regard le dernier jour où il m'a vu ». Dans le dernier couplet, Minaj parle de la maternité, allant de sa relation avec sa mère à la relation avec son propre enfant qu'elle aurait pu avoir en faisant référence à un avortement.

## Performances
Le 6 décembre 2014, Minaj interprète pour la première fois la chanson au Saturday Night Live.
La chanson a aussi été utilisé comme piste d'ouverture pour The Pinkprint Tour.